# Balchladich
Balchladich (Schots-Gaelisch: Baile a' Chladaich) is een dorp  in de Schotse lieutenancy Sutherland in het raadsgebied Highland in de buurt van Lochinver.